# Verbascum kuetahyense
Verbascum kuetahyense är en flenörtsväxtart som beskrevs av Hub.-mor.. Verbascum kuetahyense ingår i släktet kungsljus, och familjen flenörtsväxter. Inga underarter finns listade i Catalogue of Life.